# Paradicranophorus sinus
Paradicranophorus sinus är en hjuldjursart som beskrevs av De Smet 2003. Paradicranophorus sinus ingår i släktet Paradicranophorus och familjen Dicranophoridae. Inga underarter finns listade i Catalogue of Life.